# Tölcséres rókagomba
A tölcséres rókagomba (Craterellus tubaeformis) a bazídiumos gombák (Basidiomycota) törzsébe, azon belül rókagomba-alkatúak (Cantharellales) rendjébe és a rókagombafélék (Cantharellaceae) családjába tartozó faj.
Latin nevében a Cantharellus szó eredetileg a görög  kantharos szóból ered, mely jelentése fogantyúval ellátott ivóedény, tál, kehely.
A tubaeformis jelentése trombitaformájú.

## Előfordulása
Az egész északi mérsékelt övben elterjedt faj.
Magyarországon ritka.
Gyakori erdőkben, különösen tölgyesekben és bükkösökben, idős és fiatal lucosokban, de előfordul fenyvesekben is.
Az árnyékos, nedves, mohával benőtt, kissé savanyú talajokat kedveli.
Ha az időjárás és a termőhely kedvező, rendkívül nagy tömegben, akár ezres nagyságrendben is előfordulhat. Sorokban, de körökben is nőhet.
Kicsi termőtestei júniustól októberig gyűjthetőek.

## Megjelenése
Alakja trombitaszerű, viszonylag szabályos, innen ered az elnevezése is.
Színeiben annyira változatos, hogy korábban több fajhoz sorolták.
Magassága 4–8 cm.
Termőtestük csak látszólag válik szét kalapra és tönkre, valójában az egész termőtestük egyetlen darabból áll.
Nagyon törékeny gombafaj.

### Kalapja
2–6 cm széles, kezdetben domború, majd minél idősebb lesz a gomba annál mélyebben tölcséressé válik. Felülete kissé nemezes, apró pikkelyekkel díszített. Pereme lefelé hajlik, majd szabálytalanul, kissé hullámos, fodros lesz. 
Színe változó, barnássárga, sárgásszürke, szürke.
Párás, nedves időben sötét szürkésbarnára színeződik, szárazon okkerbarnás.

### Termőrétege
Jellegzetessége, hogy nincsenek lemezei, termőrétege villásan elágazó egymásba futó, keresztlécekkel összekötött széles erek, szabálytalan ráncok sokasága, melyek a tönkre mélyen lefutnak.
A redők sárga, narancssárga, később egyre szürkébb színűek.

### Spórái
Fehér, vagy halványsárga színűek, méretük 8-12 x 6-10 μm, sima felszínűek, alakjuk gömb, vagy kissé ellipszis forma.

### Húsa
Vékony, kellemes szagú és ízű, fehéres, sárgás vagy szürkés színű.

### Szára
3–9 cm hosszú, 3–8 mm vastag, felülete kissé gödrös, sokszor benyomódásokkal tarkított, viaszos tapintású, hengeres, vagy összenyomott, érett állapotban üreges. Színe fiatalon sötétebb sárgás árnyalatú, később szürkés, az idősebb példányok szürkésbarnák.

## Fogyaszthatósága
Ehető, ízletes gombafajta, érdemes gyűjteni. Kicsi, de nagy tömegben terem, ezért könnyen szedhető nagy mennyiség belőle. Nem csak frissen szedve, savanyítva is használják.
D vitamin tartalmú gomba, antibakteriális tulajdonságokkal.

## Képgaléria
|  |  |  |  |

## Összetéveszthetősége
A rókagombák nagyon jellegzetes formájú gombák, tulajdonképpen csak fajon belül, egymással keverhetőek össze. A lemezes gombáktól a lemezek hiánya miatt könnyen megkülönböztethetőek.

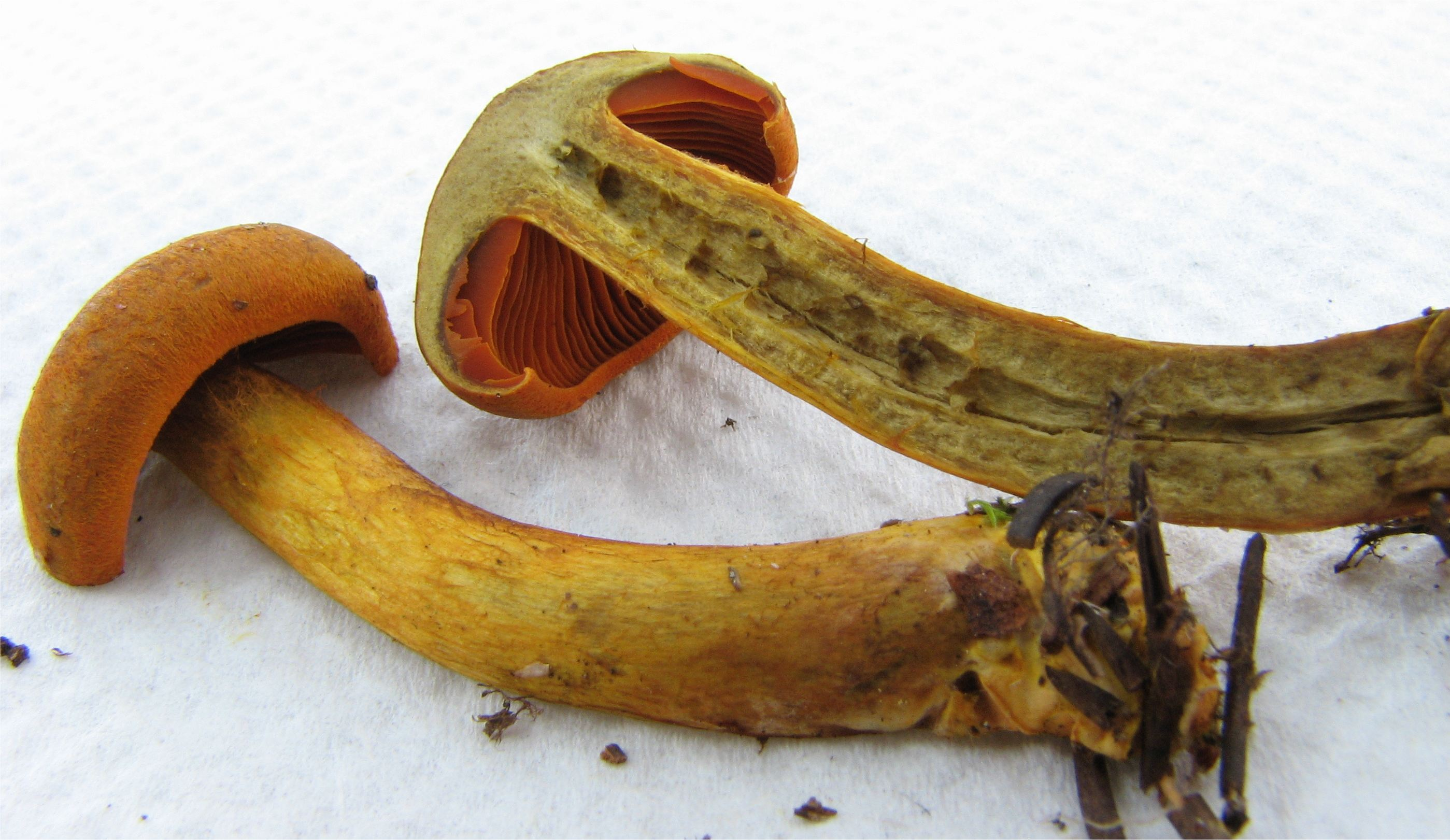
Narancsvörös pókhálósgomba

A narancsvörös pókhálósgomba és a tölcséres rókagomba két eltérő megjelenésű gomba, viszont élőhelyük ugyanaz, sokszor úgy összenőnek, hogy a tölcséres rókagomba csomók között a narancsvörös pókhálósgomba is kinő, és a nem elég tapasztalt vagy figyelmes gombaszedő nagyon könnyen összeszedhet pár példány mérgező gombát is hozzá. Nagyon fontos gyűjtéskor minden egyes gomba alapos vizsgálata.
A narancsvörös pókhálósgomba már nagyon kis mennyiségű mérge elegendő a súlyos vesekárosodáshoz. Azért is nagyon veszélyes, mert legalább két nap kell, hogy a mérgezési tünetek jelentkezzenek, ezért sokszor már nem is gondolnak rá, hogy a gomba okozhatja. Megnövekedett, vagy lecsökkent vizeletmennyiség, hányinger, hasi fájdalom jelei a mérgezésnek, ami kezelés nélkül 3-10 nap múlva, nem ritkán súlyos, visszafordíthatatlan veseelégtelenséghez vezet.
Fogyasztásának gyanúja esetén azonnal fel kell venni a kapcsolatot a toxikológiai információs központtal.